# Liesel Hartmann
Liesel Hartmann (* 1895; † 1989) war eine deutsche Fechterin und erste deutsche Meisterin im Degenfechten sowie hinter Helene Mayer oder Stefanie Stern mehrmalige deutsche Vizemeisterin im Florettfechten. Sie focht beim Fechtclub Offenbach.

## Erfolge
Hartmann wurde vom italienischen Fechtmeister Arturo Gazzera ausgebildet, der von Jakob Erckrath de Bary 1899 nach Offenbach geholt wurde. Sie war eng mit Helene Mayer befreundet und betreute diese schon früh auf Turnieren. 1923 wurde sie Vizemeisterin bei den ersten deutschen Meisterschaften im Damenflorett. Es folgten dritte Plätze bei den deutschen Meisterschaften 1924 und 1925 sowie zwei weitere Vizemeisterschaften 1926 und 1928.
Seit 1926 gab es auch vereinzelt Wettbewerbe im Damendegen, 1926 und 1927 sogar deutsche Meisterschaften. Die ersten deutschen Meisterschaften in dieser neuen Disziplin konnte Hartmann 1926 gewinnen und wurde damit die erste deutsche Meisterin mit dem Degen. Auch bei den Deutschen Kampfspielen 1926 in Köln nahm Hartmann mit dem Degen teil und wurde vierte. Im Florett belegte sie den zweiten Platz hinter Helene Mayer. Nach 1927 nahm die Anzahl an Damendegenwettbewerben wieder ab, Deutsche Meisterschaften wurden nach 1927 erst 1987 wieder ausgetragen.
Nach dem Zweiten Weltkrieg prägte Hartmann den Wiederaufbau des FC Offenbach zusammen mit ihrer Familie wesentlich mit.